# Venus Victrix (Canova)

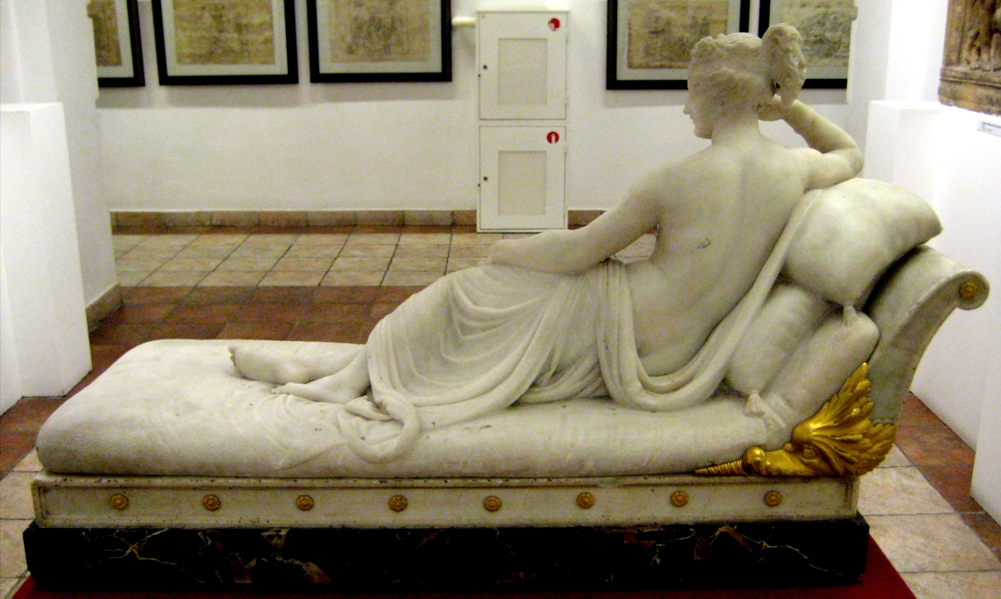
Vista posterior (copia en el Museo Pushkin).

Venus Victrix es una escultura de mármol de Antonio Canova, retrato mitologizado de Paulina Bonaparte como diosa Venus, concretamente en su advocación como Venus Victrix ("Venus victoriosa"). 

## Descripción y estilo
La figura, de tamaño natural, aparece casi desnuda, con un ligero ropaje que le cubre las caderas, el pubis y la parte superior de las piernas. Su postura es peculiar: La cabeza apoyada en la mano derecha, y el cuerpo recostado de lado sobre dos almohadas y un colchón que se adaptan a un diván (agrippina o chaise longue) de estilo imperio que pretende imitar el mobiliario romano. Sostiene en la mano izquierda una manzana (la manzana de Discordia que fue el premio de la diosa, vencedora en el juicio de Paris).
Como es partícipe del arte neoclásico, se imitan precedentes de la Antigüedad clásica, como la tradición de retratar a los mortales en la figura de divinidades, y las formas de una excepcional pieza, restaurada por Bernini: el Hermafrodito durmiente. Aunque el desnudo en los retratos no era muy frecuente, Canova también realizó simultáneamente un Napoleón como Marte pacificador en 1806. La pose deriva de la tradición pictórica de representaciones de Venus-Afrodita desde el Renacimiento, particularmente la Venus dormida de Giorgione.
El artista utilizó un único bloque de mármol de Carrara. La base, adornada como un catafalco, contuvo inicialmente un mecanismo que permitía rotar la escultura para que fuera vista desde todos los ángulos sin que el espectador tuviera que desplazarse. El que la observación se hiciera frecuentemente con luz de velas se ha puesto como causa de que la superficie esté encerada, lo que añadía lustre al fino pulimento del mármol. Ha sido objeto de una reciente restauración.

## Historia

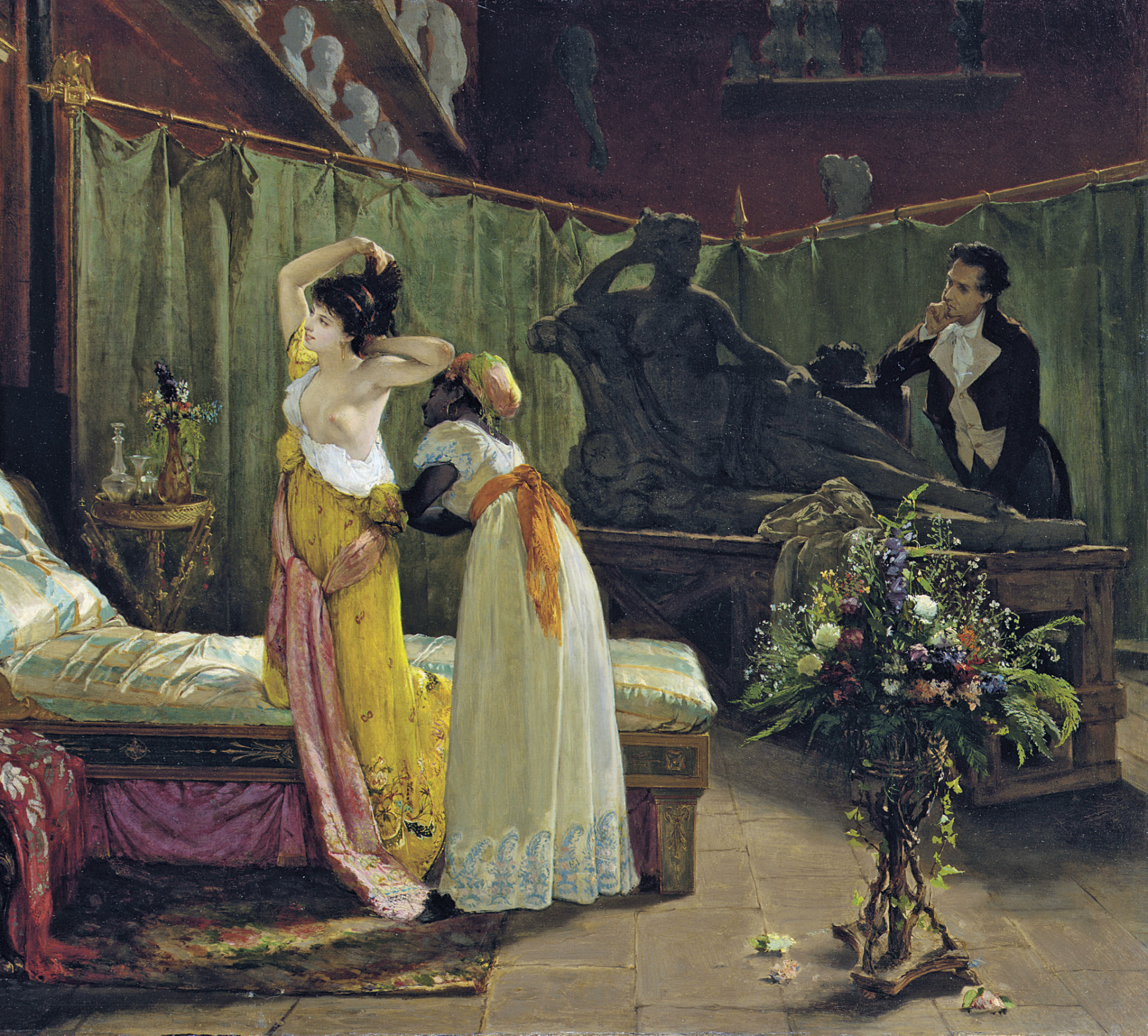
Paulina Borghese en el estudio de Antonio Canova, de Lorenzo Vallés.

La obra fue encargo del marido de Paulina, el príncipe Camillo Borghese, y se ejecutó, tras su boda, entre 1805 y 1808, en Roma. Canova recibió el pago en mayo de 1809: seis mil escudos. Tras ser terminada fue trasladada a la residencia de Camillo Borghese en Turín, luego a Génova, y alrededor del año 1838 volvió a Roma para ser expuesta en la Galleria Borghese donde permanece desde entonces. Para intensificar la iconografía, se eligió la sala en cuyo techo hay una pintura sobre el tema del juicio de Paris, de Domenico de Angelis, de 1779 (inspirada en un famoso relieve de la fachada de la Villa Medici).
El encargo a Canova inicialmente consistía en un retrato de Paulina como la casta diosa Diana, completamente vestida, pero la retratada insistió en que la diosa debería ser Venus y ser retratada semidesnuda. Más allá de la reputación de promiscuidad de Paulina Bonaparte, lo cierto es que la familia Borghese tenía a la diosa Venus como un ancestro mítico, a través de la genealogía romana de Eneas.
Es objeto de debate si la retratada realmente posó desnuda para el escultor, aunque ella misma alardeaba de ello, dando detalles como que, para mantener una temperatura confortable, mantuvieron una estufa encendida en la estancia. No obstante, dada su personalidad, la declaración podría ser simplemente una búsqueda deliberada del escándalo. El historiador Marizio Bernardelli Curuz deduce de ciertos rasgos, muy naturalistas, de los pechos, que Canova pudo usar un "calco en vivo".